# Rathaus (Lustenau)

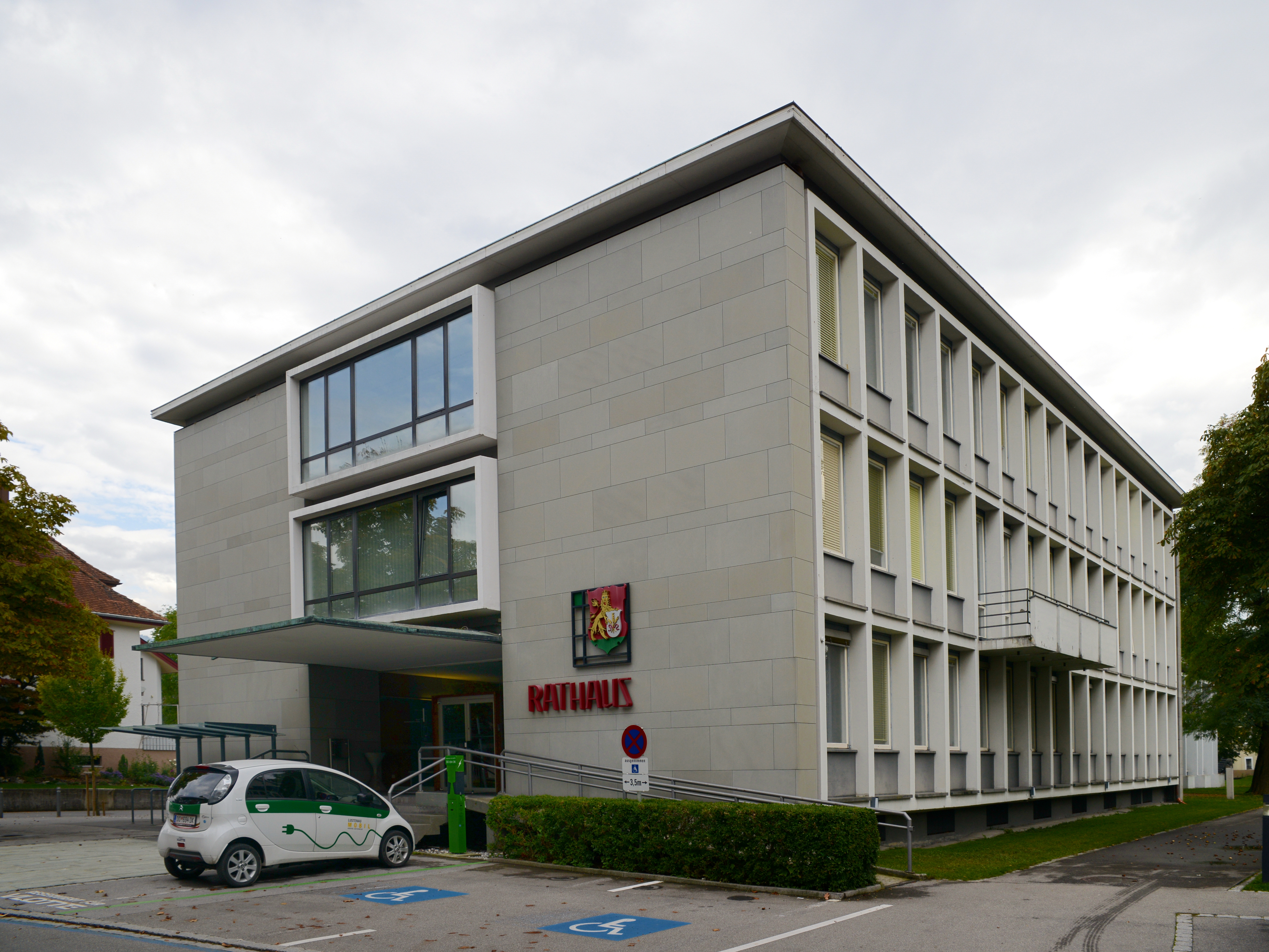
Rathaus in Lustenau

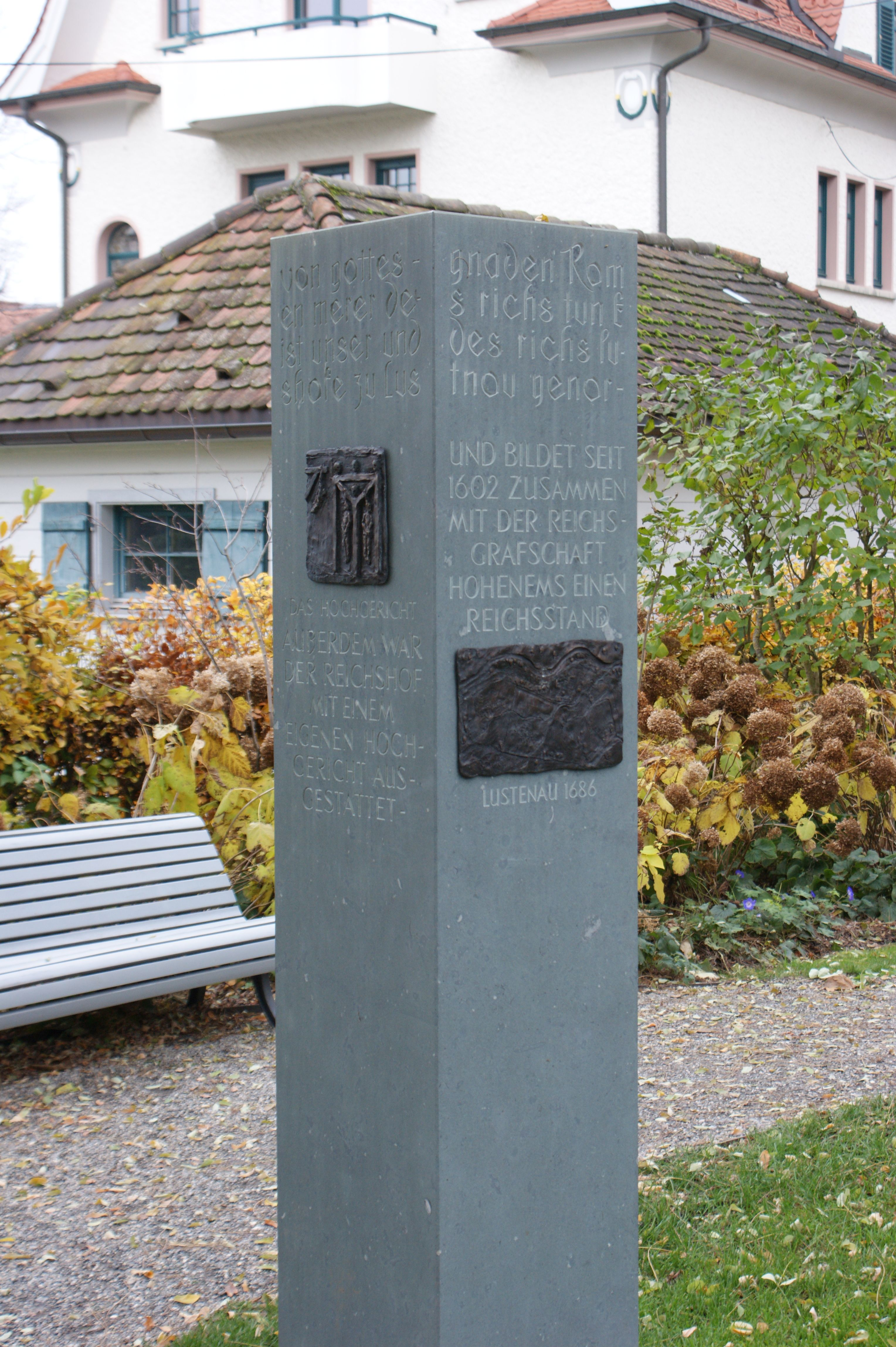
Gedenksäule

Das Rathaus in Lustenau ist das Rathaus der Marktgemeinde Lustenau im Bezirk Dornbirn in Vorarlberg (Österreich) und Hauptsitz der Gemeindeverwaltung, Sitz des Gemeinderates und des Bürgermeisters. Das Gebäude hat die Bezeichnung: Rathausstraße 1 und steht unter Denkmalschutz.

## Geschichte
Das erste eigenständige Rathaus erhielt Lustenau erst im 19. Jahrhundert. Das neben der Kirche St. Peter und Paul gelegene Schulhaus wurde zum Rathaus umgebaut. Zuvor befand sich das Rathaus und das Rathausarchiv faktisch jeweils am Wohnsitz des amtierenden Hofammanns. Die Planung für einen Neubau des Rathauses in den 1940er Jahren musste wegen der zerstörerischen Auswirkungen des Zweiten Weltkriegs aufgegeben werden. Erst das 1958 feierlich eröffnete heutige Rathaus war ein eigens für diesen Zweck konzipiertes Gebäude.
1993 bis 1996 wurde südlich ein Erweiterungsbau ausgeführt (heute das Bauamt). Das Gebäude wurde 2012 unter Denkmalschutz gestellt.

## Architektur
Das Gebäude wurde von den Architekten Adelheid Gnaiger, Paul Götsch und Walter Griss entworfen. 
Äußeres
Das Rathaus ist ein langgestrecktes dreigeschoßiges Gebäude mit Flachdach und weist die charakteristischen Architektur-Elemente der Bauten der 1950er-Jahre auf. 
Inneres
Das Rathaus ist innen weitgehend funktionell ausgestaltet. Einige bestimmende stilistische Elemente aus den 1950er-Jahren sind noch erhalten.

## Gedenkstätte
Zwischen den beiden Hauptbaukörpern des Rathauses befinden sich zwei Gedenkstätten. Nordwestseitig eine Gedenksäule über den früheren freien Reichshof Lustenau, durch den der Ort und die Menschen maßgeblich geprägt wurde. Die Gedenksäule wurde von Udo Rabensteiner in Zusammenarbeit mit dem Lustenauer Archivar Wolfgang Scheffknecht entworfen. Die quadratische Säule besteht aus mittelgrau-blauem Dolomit und soll an eine frühneuzeitliche Wappensäule erinnern. Auf der Säule sind Texte und Reliefs, so z. B. ein Auszug aus der Urkunde von Sigismund von Luxemburg, der 1412 die Privilegien und Freiheiten des richshofe zu Lustnou bestätigte. 
Südostseitig befinden sich vier Büsten bekannter Lustenauer Personen: 
- Büste von Hannes Grabher (1894–1965), Mundartdichter,
- Büste des akademischen Malers Karl Schwärzler,
- Büste von Stephanie Hollenstein (1886–1944), Malerin,
- Büste von Beno Vetter (1882–1971), Lehrer und Heimatdichter.